# Lista conducătorilor Rusiei

## Vezi și
- Conducători ai Rusiei Kievene
- Lista monarhilor ruși
- Lista prim-miniștrilor ai guvernului provizoriu (1917)
- Lista conducătorilor Uniunii Sovietice (1917 - 1991)
- Lista Președinților Rusiei (1991 - )